# Villano Gaetani
Villano Villani ou Gaetani (Pisa, ? – 15 de agosto de 1175) foi um cardeal católico italiano do século XII, arcebispo de Pisa de 1146 a 1167 e de 1172 até sua morte.

## Biografia
Villano nasceu em Pisa, em data desconhecida. Ele também está listado apenas como Villanus. Foi criado cardeal-presbítero de Santo Estêvão no Monte Celio no consistório de dezembro de 1144. Bulas papais assinadas emitidas entre 11 e 31 de janeiro de 1145; 17 de março de 1145 e 15 de maio de 1146. Participou da eleição papal de 1145, na qual foi eleito o Papa Eugênio III.
Eleito arcebispo de Pisa em 29 de maio de 1146; ele renunciou seu título cardinalício. O Papa confirmou-lhe os privilégios de que gozava a Igreja de Pisa. Em 1154, fundou o hospital de San Leonardo di Stagno. Em 1161, quando o Papa Alexandre III decidiu ir para França, o governo de Pisa enviou um navio para Terracina com o Cardeal Gaetani, que acompanhou o pontífice até ao seu destino.
Villano apoiava Alexandre III contra o antipapa Pascal III no cisma promovido pelo imperador Frederico I Barbarossa; por isso, foi forçado a deixar a cidade em novembro de 1164 e a mudar-se primeiro para a ilha de Gorgona e depois para outras localidades do campo. Em 1167, o Município de Pisa elegeu um anti-arcebispo na figura do Cônego Benincasa de' Benincasi, atestado até maio de 1170, quando a Toscana voltou à obediência ao papa legítimo. Assim, o arcebispo conseguiu reassumir sua sé em 1172.
Arcebispo Villano foi o consagrador principal de Raniri Porrini, bispo de Cremona, em 1161.
Não se sabe onde o arcebispo faleceu ou onde foi sepultado.